# Steve Harvey
Broderick Stephen «Steve» Harvey(Welch, Virginia Occidental, 17 de enero de 1957) es un actor, comediante, presentador de televisión, locutor de radio y autor estadounidense. 
Ha dirigido distintos programas como el Steve Harvey Morning Show, Steve Harvey (show de conversación), Showtime at the Apollo y también Family Feud. También ha protagonizado el programa The Steve Harvey Show, y ha aparecido en The Original Kings of Comedy. Ganador tres veces de los Premios Daytime Emmy, y galardonado once veces con el premio NAACP Image Award, en distintas categorías. Es el autor del libro Actúa como dama, pero piensa como hombre.

## Primeros años
Harvey nació el 17 de enero de 1957 en Welch, Virginia Occidental, es hijo de Isaí Harvey, un minero de carbón, y de su esposa Eloise. Su primer nombre es Broderick, de ahí el nombre de Broderick Crawford en su serie de televisión Highway Patrol. La familia de Harvey se trasladó a Cleveland, Ohio, en donde vivió en la calle Este 112, que desde 2015 ha sido rebautizada con el nombre de Steve Harvey. Tras terminar en 1974 sus estudios de secundaria en la High School Glenville, ingresó en la Universidad Estatal de Kent y la Universidad de West Virginia, en donde se hizo miembro de la fraternidad Omega Psi Phi. Ha trabajado como boxeador, trabajador automotriz, vendedor de seguros, limpiador de alfombras y cartero.

## Carrera

### Comedia

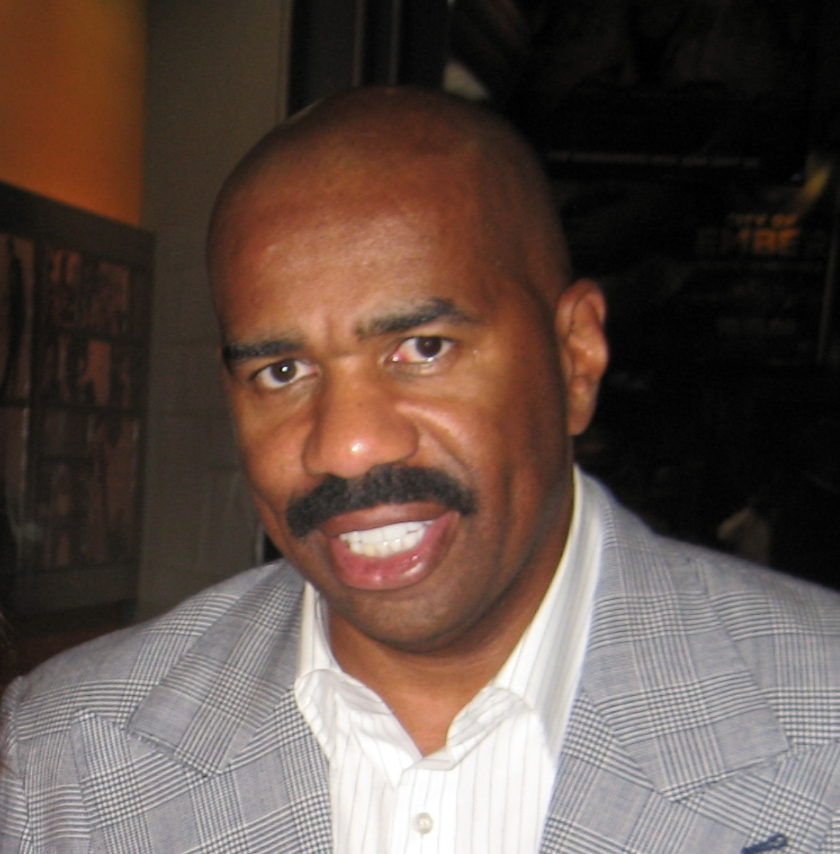
Harvey en septiembre de 2008

Harvey da sus primeros pasos en la comedia, en el género de los monólogos humorísticos, el 8 de octubre de 1985 en el Club de la Comedia Hilarities en Cleveland, Ohio. A finales de 1980 Harvey estuvo sin hogar por varios años. Dormía en su Ford 1976 cuando no realizaba conciertos que le proporcionaban un hotel, y se duchaba en las gasolineras o duchas de piscinas. Rich y Becky Liss ayudaron a Harvey durante este tiempo con un contrato de limpieza de alfombras y de crédito en una agencia de viajes. Fue finalista en Second Annual Johnnie Walker Nacional Comedia Buscar realizar el 16 de abril de 1990, llevándolo eventualmente a un largo período como anfitrión de Showtime at the Apollo, sucediendo a Marcos Curry en ese papel. Su éxito como monologuista lo llevó a tener un papel protagonista en la serie de ABC Me and the Boys de 1994. Más tarde fue estrella en el WB Show Network, The Steve Harvey Show, que se desarrolló entre 1996 y 2002. Si bien el espectáculo fue popular, nunca logró gran éxito de crítica fuera de la comunidad afroamericana.
En 1997, Harvey continuó su trabajo en la comedia de género stand-up, que realiza en la gira de los reyes de la comedia junto con Cedric the Entertainer, DL Hughley y Bernie Mac. El acto de comedia más tarde los reuniría en una película de Spike Lee, llamada The Original Kings of Comedy. Las ventas de DVD de The Original Kings of Comedy, y sus otros proyectos aumentaron la popularidad de Harvey. Soltó un sello discográfico hip hop y R & B CD que fundó, y el autor del libro de Steve Harvey Big Time. Ese título también fue utilizado como el nombre de su programa de televisión de comedia y variedad (más tarde llamado de Steve Harvey Big Time Challenge), que se emitió en The WB red desde 2003 hasta 2005. Harvey también lanzó una línea de ropa que incluyó una línea de ropa para vestir. En 2005 coprotagonizó en la película Racing Stripes. Había aparecido en la película de 2003 The Fighting Temptations junto a Cuba Gooding Jr. y Beyoncé Knowles. Se logró un mayor éxito de crítica y público a través de su libro Act Like a Lady, Think Like a Man y su posterior seguimiento cinematográfico Think Like a Man, una comedia romántica que representa personajes que toman asesoramiento sobre los datos de un libro.
En 2008, Harvey fue presentador del Academy Disney Dreamers, un evento de enriquecimiento personal y profesional teen-centrado que se llevó a cabo del 17 al 20 de enero de 2008 en el Walt Disney World Resort en Lake Buena Vista, Florida.
El 2 de agosto de 2012, Harvey protagonizó su último monólogo en el MGM Grand en Las Vegas, con lo cual puso fin a una carrera de 27 años como monologuista. El rendimiento de dos horas fue transmitido en vivo por Pay-Per-View. "El camino a este último concierto ha sido un viaje increíble, haciendo monólogos durante los últimos 27 años, y no puedo agradecer a los fans lo suficiente después de reflexionar sobre todos estos años en el escenario", dijo.

### Radio

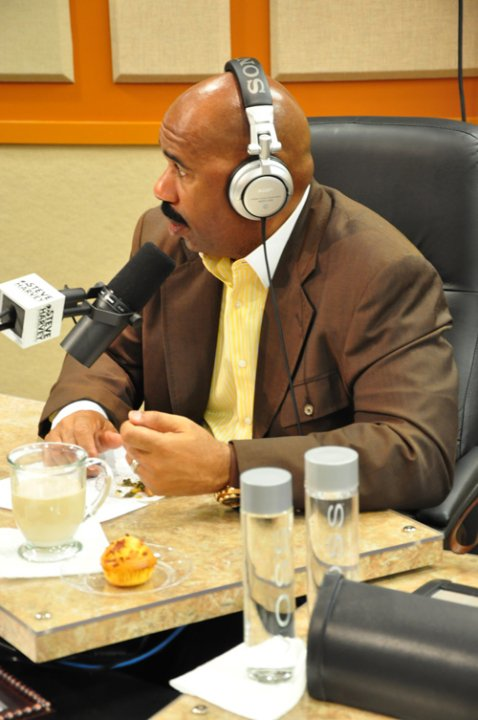
Harvey presentando su programa de radio sindicado en 2010

Harvey es el anfitrión de un programa de radio de lunes a viernes por la mañana, el Show de Steve Harvey por la Mañana, que fue sindicado originalmente a través de Radio One, Inc. (desde septiembre de 2000 hasta mayo de 2005) y que sigue en el aire hasta la actualidad.

### Family Feud
Harvey comenzó a dirigir Family Feud en septiembre de 2010. Las calificaciones del espectáculo han visto grandes mejoras desde la llegada de Harvey. A partir de noviembre de 2012, fue el segundo más visto programa diurno sindicado.
Harvey también condujo el Celebrity Family Feud, donde las celebridades compiten por la oportunidad de donar hasta 25 000 dólares a su obra de caridad favorita. El show salió al aire durante seis semanas durante el verano de 2015 en ABC.

### Sitio web de citas
En septiembre de 2014, Steve Harvey lanzó un nuevo sitio web de citas llamado Delightful para "ayudar a las mujeres a ser más atractivas".

### Steve Harvey (serie de TV)
En septiembre de 2012, el programa de televisión titulado Steve Harvey se estrenó en la primera ejecución de sindicación. Harvey es el anfitrión de una charla Americana-programa de variedades. Es producido por Endemol EE. UU. y se distribuye por NBC Universal Television Distribution en los Estados Unidos y en Canadá. El show se grabó en Chicago, Illinois en los estudios WMAQ. El espectáculo se ha renovado hasta el 2016.

### Error en el Miss Universo 2015
Steve Harvey fue conductor del Miss Universo 2015. Durante la lectura de las ganadoras, nombró erróneamente a Miss Colombia (Ariadna Gutiérrez) como la ganadora. Pocos minutos después de que la representante de Colombia fuera coronada, Harvey anunció que había cometido un error y que en realidad era Miss Filipinas (Pia Wurtzbach) quien había ganado el certamen. Esto provocó que a Harvey le llegaran miles de insultos, críticas y burlas. Asimismo, ha sido personaje polémico en las ediciones en las que ha participado, por sus chistes malintencionados hacia las candidatas.

## Vida personal
Harvey ha estado casado tres veces y tiene siete hijos. Tiene dos hijas gemelas, Karli y Brandi (nacidas  en 1982), y un hijo Broderick Steve Jr. (nacido en 1991), de su primer matrimonio con Marcia Harvey. Harvey también tiene otro hijo, Wynton (nacido en 1997), de su segundo matrimonio con María Shackelford. La pareja se divorció en noviembre de 2005. En 2011, Robert Dry, el juez del distrito 199 del condado de Collin (Texas), afeó la conducta de María Harvey, por haber difundido información falsa sobre su divorcio y por haber sugerido se había quedado en la indigencia.
En junio de 2007, se casó con Marjorie Bridges, de quien el propio Harvey ha dicho que es la responsable de haber hecho de él un hombre mejor y haber cambiado su vida. Marjorie Harvey tiene tres hijos propios, Morgan Harvey (nacido en 1987), Jason Harvey (nacido en 1991), y Lori Harvey (nacido en 1997), a los que Steve considera como propios. Steve y Marjorie tienen tres nietos, Rose Harvey (nacido en 2014) y Noah Harvey (21 de agosto de 2015), a través del matrimonio de Jason a Amanda, y su hija Elle Morgan (nacido en 2015) con su marido Kareem. Harvey y su separación de la familia para pasar tiempo en Atlanta (donde es el anfitrión de su programa de radio) y Chicago (donde es el anfitrión de su programa de entrevistas de NBCUniversal partir de la compañía estudios en Chicago, a pesar de que será el anfitrión de su programa de radio allí también).
Harvey afirmó ser cristiano al final del show stand-up donde puso fin a su carrera como monologuista, en el MGM Grand Las Vegas, el 2 de agosto de 2012. "Dios me ha dado una vida mucho más allá de lo que jamás soñé.", afirmó entre lágrimas, en un discurso en el que agradecía a Dios y a otras personas que habían influido en su vida.

## Filmografía

### Televisión
| Año           | Título                            | Papel                             | Notas                                     |
| ------------- | --------------------------------- | --------------------------------- | ----------------------------------------- |
| 1993–2000     | Showtime at the Apollo            | Él mismo/Anfitrión                |                                           |
| 1994–1995     | Me and the Boys                   | Steve Tower                       | 19 episodios                              |
| 1996–2002     | The Steve Harvey Show             | Steve Hightower                   | 122 episodios; también productor          |
| 2001          | The Proud Family                  | La tarjeta de crédito (voz)       | Episodio: "Don't Leave Home Without It"   |
| 2002, 2003    | Essence Awards                    | Él mismo/Anfitrión                |                                           |
| 2002          | My Wife and Kids                  | Steve                             | Episodio: "Jay the Artist"                |
| 2003          | The Parkers                       | Sr. Barnes                        | Episodio: "The Hold Up"                   |
| 2003–2005     | Steve Harvey's Big Time Challenge | Él mismo/Anfitrión                | También productor ejecutivo               |
| 2004, 2005    | BET Comedy Awards                 | Él mismo/Anfitrión                |                                           |
| 2010          | Who Wants To Be a Millionaire     | Él mismo/aparición de anfitrión   | 5 episodios                               |
| 2010–presente | Family Feud                       | El mismo/Anfitrión                |                                           |
| 2012          | Praise the Lord                   | El mismo/aparición como anfitrión | 30 de noviembre                           |
| 2012–presente | Steve Harvey (serie de TV)        | El mismo/Anfitrión                |                                           |
| 2013          | NAACP Image Awards                | El mismo/Anfitrión                |                                           |
| 2015–presente | Celebrity Family Feud             | El mismo/Anfitrión                |                                           |
| 2015          | Miss Universo 2015                | El mismo/Anfitrión                | 20 de diciembre                           |
| 2016-2020     | Little Big Shots                  | El mismo/Anfitrión                | 11 episodios; también productor y creador |
| 2016          | Miss Universo 2016                | El mismo/Anfitrión                | 30 de enero                               |
| 2017          | Miss Universo 2017                | El mismo/Anfitrión                | 26 de noviembre                           |
| 2018          | Miss Universo 2018                | El mismo/Anfitrión                | 17 de diciembre                           |
| 2019          | Miss Universo 2019                | El mismo/Anfitrión                | 8 de diciembre                            |

### Películas
| Año  | Título                       | Papel            | Notas                              |
| ---- | ---------------------------- | ---------------- | ---------------------------------- |
| 2000 | The Original Kings of Comedy | El mismo         |                                    |
| 2003 | The Fighting Temptations     | Miles el DJ      |                                    |
| 2003 | Love Don't Cost a Thing      | Clarence Johnson |                                    |
| 2004 | Johnson Family Vacation      | Mack             |                                    |
| 2004 | You Got Served               | Mr. Rad          |                                    |
| 2005 | Racing Stripes               | Buzz the Fly     | Actor de doblaje                   |
| 2009 | Madea Goes to Jail           | El mismo         | Cameo                              |
| 2012 | Think Like a Man             | El mismo         | Cameo; También productor ejecutivo |

## Premios y honores

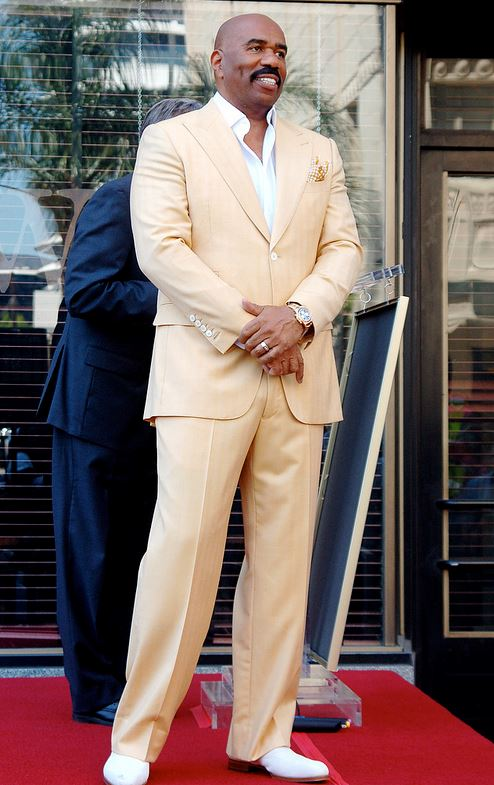
Harvey recibiendo su estrella en el paseo de la fama de Hollywood en 2013

- Cuatro veces ganador: NAACP Image Award Outstanding Actor in a Comedy Series  (1999, 2000, 2001, 2002)
- Tres veces ganador: NAACP Image Award Outstanding Comedy Series (as star of The Steve Harvey Show – 2000, 2001, 2002)
- 2001: NAACP Image Awards Entertainer of the Year
- 2007: Personalidad Sindicada / Show del Año - revista Radio & Records[39]
- 2011: BET Humanitarian Award – 2011 BET Awards[40]
- 2013: Favorite New Talk Show Host – 39th People's Choice Awards[41]
- 2013:Estrella en el Paseo de la fama de Hollywood[4][42]
- Dos veces ganador: NAACP Image Awards Outstanding News/Talk/Info Series  (como protagonista  Steve Harvey (serie de TV) – 2014, 2015)[43]
- 2014: Daytime Emmy Award for Outstanding Game Show Host[44]
- 2014: Daytime Emmy Award for Outstanding Talk Show Informative  (como Anfitrión del programa Steve Harvey)[44]
- 2015: Calle 112 Este en Cleveland honorariamente llamada Camino Steve Harvey[45]
- 2015: NAACP Image Awards excelente anfitrión - Narrador / Realidad / Variedad / Noticias / información[43]
- 2015: Daytime Emmy Award for Outstanding Talk Show Informative  (como anfitrión de Steve Harvey)